# Жигарев, Сергей Александрович
Серге́й Алекса́ндрович Жи́гарев (род. 31 марта 1969, Москва) — российский государственный и политический деятель.

## Биография
Родился 31 марта 1969 года в Москве. Сын Александра Львовича Жигарева, советского журналиста, поэта-песенника. Двоюродный внук Всеволода Михайловича Боброва, известного советского спортсмена.
Трудовую деятельность начал в 1986 году в издательстве газеты «Труд».
В 18 лет был призван в армию на срочную службу, которую проходил с 1987 по 1989 годы.

### Красноярск
В конце 1990-х получил должность в аппарате губернатора Красноярского края генерала Александра Лебедя, избранного в 1998 году. Тогда одним из самых близких к губернатору людей считалась заместитель губернатора края Лидия Владимировна Гаврина, мать Сергея Жигарева.
А в апреле 1999 года губернатор Александр Лебедь назначил 30-летнего Сергея Жигарева председателем вновь созданного комитета по инвестициям и инновационной деятельности администрации Красноярского края. А летом 1999 года Лидия Гаврина была назначена руководителем аппарата.
С 2000 года Жигарев — начальник главного управления развития экономики и промышленности администрации Красноярского края.
В июне 2000 года был включён в состав координационного совета по управлению корпоративными системами края при губернаторе Красноярского края.

### 2000—2006
Заместитель директора по собственности ОАО «ГАЗ» (Нижний Новгород).
Первый заместитель генерального директора «Зарубежнефтегазстрой» (Москва). В августе 2008 года ОАО «Газпром нефть» ликвидировало дочернюю компанию ООО «Зарубежнефтегазстрой».
Первый заместитель генерального директора ГазПромБанк-Инвест (Москва).
С 2004 по 2007 год советник председателя Московской областной думы третьего созыва Валерия Аксакова. С 2004 по 2006 год советник президента Российского футбольного союза Виталия Мутко.
В 2005 окончил Финансовую академию при правительстве РФ (ныне Финансовый университет при Правительстве Российской Федерации), где получил высшее образование по специальности «Финансы и кредит».

### «Родина», «Справедливая Россия»
В 2005 года возглавил подмосковное отделение созданной Дмитрием Рогозиным партии «Родина».
В октябре 2006 года, после съезда по объединению трёх партий, возглавил региональное отделение партии «Справедливая Россия: Родина/Пенсионеры/Жизнь» в Московской области.
До избрания в Московскую областную думу (март 2007) — президент ЗАО «МТК-Холдинг».

### Депутат Мособлдумы (2007—2011)
В начале 2007 года Жигарев возглавил список партии «Справедливая Россия» на выборах депутатов Московской областной думы (вторым шёл Александр Романович, третьим — Сергей Кравченко). На состоявшихся 11 марта 2007 года выборах партия получила 5 мест, Жигарев был избран депутатом.
В октябре 2008 года Жигарев возглавил московскую областную общественную организацию «За единое Подмосковье».
В 2010 году защитил диссертацию «Формирование и развитие инвестиционных процессов в машиностроении» и получил учёную степень кандидата экономических наук.
В декабре 2009 года включён в список резерва управленческих кадров президента России.

### ЛДПР, депутат Госдумы (2011—2021)

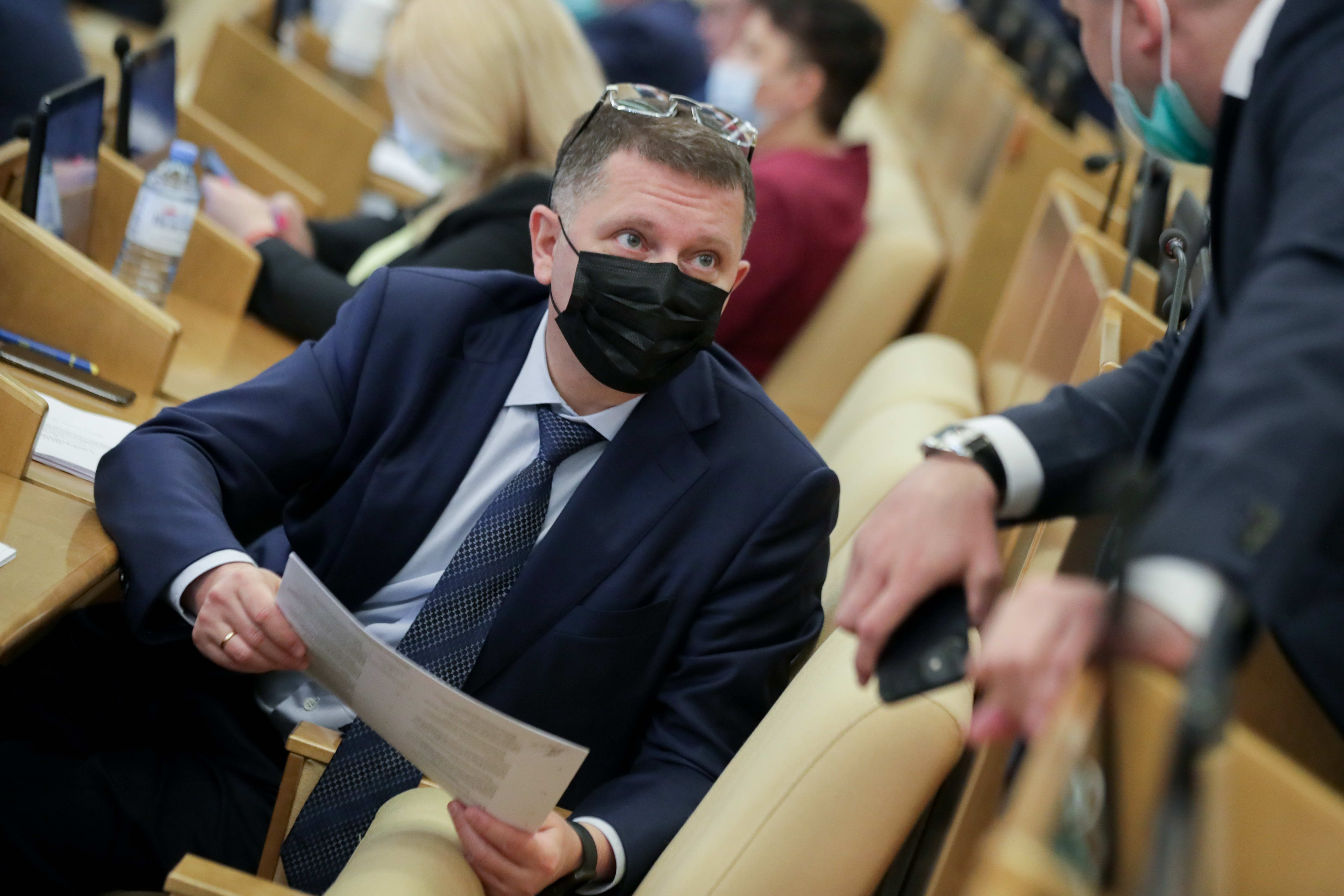
Сергей Жигарев на пленарном заседании в Госдуме, 2021 год

С мая 2011 года — член политической партии «Либерально-демократическая партия России».
4 декабря 2011 года был избран депутатом Государственной Думы Федерального Собрания Российской Федерации 6-го созыва. Занимал должность первого заместителя председателя Комитета Государственной Думы по обороне. Был избран заместителем председателя Комиссии Государственной Думы по правовому обеспечению развития организаций оборонно-промышленного комплекса Российской Федерации. Входил в состав Комиссии Государственной Думы по рассмотрению расходов федерального бюджета, направленных на обеспечение национальной обороны, национальной безопасности и правоохранительной деятельности. Являлся членом постоянной делегации Государственной Думы ФС РФ в Парламентской ассамблее НАТО. Был включён в состав Межведомственной комиссии Совета Безопасности Российской Федерации по военной безопасности.
С мая 2012 года является председателем межрегиональной общественной организации «Новомосковия».
С 29 сентября 2012 года на учредительном съезде единогласно избран председателем «Добровольческого движения особого назначения (ДОН) в поддержку армии, флота и оборонно-промышленного комплекса» по 2014 год.
В 2015 прошёл подготовку на факультете повышения квалификации Военной академии Генштаба ВС РФ по вопросам военного планирования.
В апреле 2018 года окончил обучение по первому выпуску программы Развития кадрового управленческого резерва.
Депутат Государственной думы РФ седьмого созыва (2016—2021). Избран по 127-му одномандатному избирательному округу Московской области. Председатель комитета по экономической политике, промышленности, инновационному развитию и предпринимательству. Член национального банковского совета России.

## Семья и недвижимость
В 2010 году журнал Forbes оценивал доход его семьи в 38,79 млн руб. Также сообщалось о находящихся в собственности девяти объектах недвижимости и четырёх автомобилях. Сам Жигарев в предвыборной декларации за 2010 год указал доход примерно в 1,5 млн руб. и наличие счёта на 624,3 тыс. руб. В декларации за 2020 год указал доход 295 млн.руб.
Старший сын Жигарев Кирилл был депутатом Московской областной Думы V и VI, VII созывов — избирался по региональным спискам партии ЛДПР. В составе VI и VII и созыва МОД занимал должность руководителя фракции ЛДПР и заместителя Председателя Московской областной Думы. Был координатором регионального отделения ЛДПР в Московской области. В начале 2024 года досрочно сложил полномочия депутата МОД и перешел на работу в Правительство Московской области